# Christian Ludwig Hautt

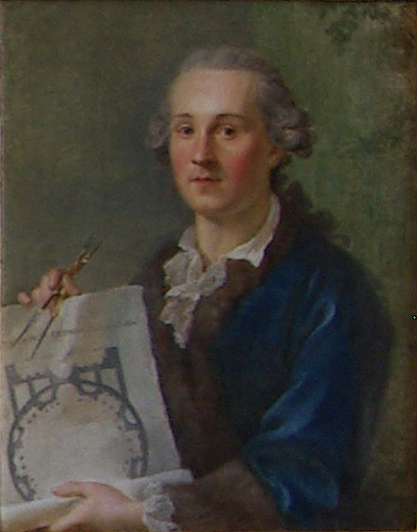
Porträt Christian Ludwig Hautts im Mittel-Moselmuseum

Christian Ludwig Hautt (* 15. März 1726 in Nohfelden; † 10. November 1806 in Zweibrücken) war ein deutscher Baumeister und Baudirektor des Fürstentums Pfalz-Zweibrücken.

## Leben
Johann Christian Ludwig Hautt – der erste Vorname wird meist nicht verwendet – wurde am 15. März 1726 in Nohfelden, das damals ein pfalz-zweibrückischer Amtssitz war, als Sohn des Burgvogts Ernst Franz Hautt und dessen Frau Christiane Marie geboren. Noch heute prägt die alte Burg Veldenz, sein Geburtshaus, das Ortsbild.
Hautt hatte drei Schwestern und einen Bruder, der ebenfalls Ingenieur wurde.
Bis 1746 besuchte er das Gymnasium in Zweibrücken, um anschließend in Jena zu studieren. Hautt wurde dabei durch Herzog Christian IV. stark gefördert. So ermöglichte ihm der Fürst Studienreisen, unter anderem über mehrere Monate nach Paris. Spätestens 1752 trat Hautt in den Dienst des Fürsten. 1755 wurde er Baudirektor und löste in einem fließenden Übergang Jonas Erikson Sundahl als Landesbaudirektor ab.

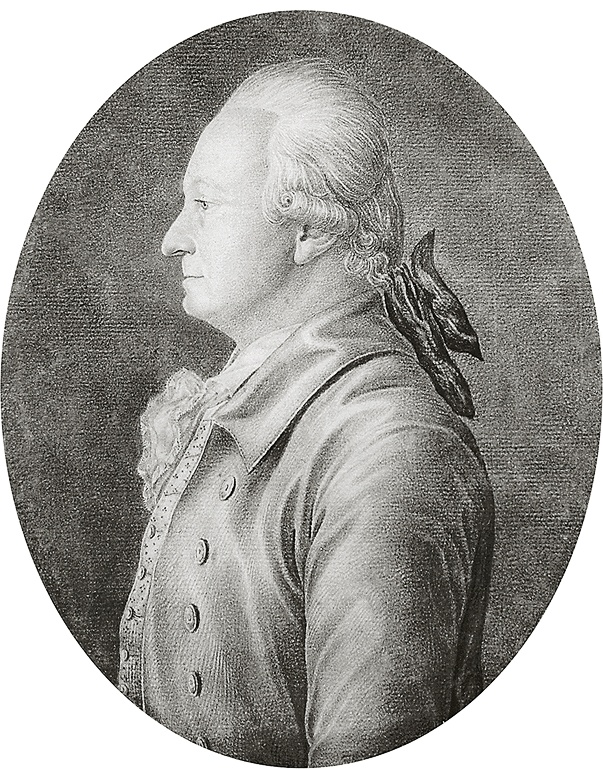
Porträt Christian Ludwig Hautts von Philipp Adolf Leclerc, ca. 1782

1764 heiratete Hautt Philippine Christiane Juliane Reichsfreiin Schorr von Schorrenburg (1747–1788). 1775 wurde die Tochter Karoline Friederike geboren, spätere Ehefrau des Koblenzer Appellationsgerichtsrates Christoph Ludwig Hertel. Im selben Jahr trat Herzog Karl II. August die Regierung an und entließ mit dem Hofstaat seines Vorgängers auch Hautt. Die Verantwortung für das Bauwesen übernahm der Maler Johann Christian von Mannlich. Hautt ging nach Blieskastel, um dort für die Reichsgräfin Marianne von der Leyen ein städtebauliches Konzept zu entwickeln und dessen Umsetzung zu leiten. Da sich aus der mangelnden Fachkenntnis Mannlichs im Bauwesen erhebliche Probleme ergaben, wurde Hautt nach Zweibrücken zurückgerufen und ihm im Jahr 1788 die Gesamtverantwortung für das Bauwesen im Fürstentum zurück übertragen.
Mit der französischen Besetzung des Fürstentums im Jahr 1793 wurden nicht nur die meisten Feudalbauwerke geplündert und niedergebrannt, auch die Staatsbeamten verloren ihre Existenz. Hautt starb im Jahr 1806 verarmt in Zweibrücken. „Mit ihm schied immerhin eine der künstlerisch wichtigsten Erscheinungen im ganzen pfälzischen Bauwesen des 18. Jahrhunderts“ (Karl Lohmeyer).

## Werk
- Herzog Christian IV. beauftragte Hautt spätestens 1752 mit der Bauleitung für das heute verschwundene Jagdschloss Jägersburg, das somit als sein erstes größeres Werk gelten kann.
- Etwas später plante Hautt das neunachsige Palais der Familie Böcking in Traben-Trarbach, das damals zu Pfalz-Zweibrücken gehörte. In dem Anwesen ist heute das Mittelmosel-Museum untergebracht.
- Der um 1760 gebaute Turm der Alexanderskirche in Zweibrücken blieb bis 1945 ein Wahrzeichen der Stadt.
- 1773 begann Hautt im Auftrag Herzog Christians IV. mit der Planung der neuen Zweibrücker Vorstadt einschließlich einer Orangerie, einem Schlösschen für die Gräfin Forbach (Mätresse des Herzogs) und der Verlegung des Schwarzbachs. Die Finanzierung des Projektes erfolgte durch eine Lotterie. Der größte Teil des Barockensembles von seltener Geschlossenheit kann auch heute noch mit nur geringen Veränderungen besichtigt werden. Die Gebäude werden heute vor allem von der Justiz, der Stadtverwaltung und als Museen genutzt. Sven Hedin nannte den Zweibrücker Herzogsplatz 1952 „einen der schönsten Plätze Europas“.
- Als ein Hauptwerk Hautts gilt das 1775 errichtete Waisenhaus am Paradeplatz in Blieskastel, das heute das Rathaus beherbergt. Es galt zu seiner Erbauungszeit als das größte und repräsentativste Stiftungsgebäude weit und breit.
- Ein sehr schönes auf Hautt zurückgehendes Barockbauwerk in Blieskastel ist auch das sogenannte Schlösschen (Schlossbergstr. 48), zeitlich direkt im Anschluss an das Waisenhaus gebaut. Es diente den Grafen von der Leyen als Kanzlei- und Archivgebäude.
- Nach seiner Rückkehr nach Zweibrücken übernahm Hautt von Mannlich die Fertigstellung des zu diesem Zeitpunkt bereits weitgehend errichteten Schlosses Karlsberg bei Homburg, das nach den Vorstellungen von Herzog Karl II. August Versailles übertreffen sollte. Mannlich, der zwar ein großer Kunstexperte war, hatte mit praktischen Fragen des Bauwesens große Probleme, worauf der Fürst bei seiner Ernennung keine Rücksicht genommen hatte. Hautt hatte sich also vorwiegend um die Mängelbeseitigung zu kümmern, damit im Jahr 1789 der Fürst das Domizil beziehen konnte, das allerdings bereits 4 Jahre später in Schutt und Asche gelegt wurde.